# Антониха (Ивановская область)
 Антониха — деревня в Ивановском районе Ивановской области. Входит в состав Богданихского сельского поселения.

## География
Находится в центральной части Ивановской области на расстоянии приблизительно 17 км на юг-юго-восток по прямой от вокзала станции Иваново на левом берегу речки Уводь.

## История
Появилась на карте еще 1808 года. В 1859 году здесь (тогда деревня Шуйского уезда Владимирской губернии) было учтено 18 дворов, в 1902 — 7.

## Население
Постоянное население составляло 76 человек (1859 год), 53 (1902), 3 в 2002 году (русские 100 %), 0 в 2010.